# 泰勒鎮區 (明尼蘇達州特拉弗斯縣)
泰勒鎮區（英語：Taylor Township）是位於美國明尼蘇達州特拉弗斯縣的一個行政鎮區。

## 地方資料
泰勒鎮區的面積為134.74平方千米，皆為陸地。根據2020年美國人口普查的數據，當地共有人口84人，而人口密度為每平方千米0.62人。